# OIL
OIL (Ontology Inference Layer eller Ontology Interchange Language) kan betragtes som en infrastruktur for webontologier til semantisk web. OIL er baseret på begreber udviklet i beskrivelseslogikken.
OIL er udviklet på Vrije Universiteit i Amsterdam i Nederlandene.
Meget af arbejdet i OIL er nu inkorporeret i Web Ontology Language (OWL).

## See also
- beskrivelseslogik
- DAML
- DAML+OIL
- Webontologier